# Черри-2000
«Черри 2000» (англ. Cherry 2000) — фантастический фильм 1987 года с Мелани Гриффит и Дэвидом Эндрюсом в главных ролях.

## Сюжет
В 2017 успешный бизнесмен Сэм Тредвелл огорчается после поломки любимой жены. Она — дорогая модель домашнего робота-андроида. Друзья пытаются перевести его внимание на настоящих женщин богатого города, но он не заинтересован в этом, так как сильно любит свою Черри. Местных женщин больше интересуют финансовая обеспеченность очередного мужчины и условия контракта, детали которого намного подробнее брачного расписывают обязанности сторон. Мечтая вернуть Черри к жизни, Сэм нанимает некоего Э. Джонсона, чтобы найти точный дубликат своей жены, загрузить её память и стать вновь счастливым. Но склад роботов находится далеко, так что у героя достаточно времени многое переосмыслить.

## В ролях
| Актёры                             | Роли                     |
| ---------------------------------- | ------------------------ |
| Дэвид Эндрюс                       | Сэм Тредуэлл             |
| Мелани Гриффит                     | Эдит Джонсон             |
| Памела Гидли (англ. Pamela Gidley) | «Черри-2000»             |
| Гарри Кэри-мл.                     | Том                      |
| Тим Томерсон                       | Лестер                   |
| Бен Джонсон                        | Джейк — Шесть пальцев    |
| Брайон Джеймс                      | Стейси                   |
| Маршалл Белл                       | Билл                     |
| Лоренс Фишберн                     | юрист Glu Glu            |
| Дженнифер Балгобин                 | клерк в отеле Glory Hole |